# Takayuki Seto
Takayuki Seto (瀬戸 貴幸 Seto Takayuki?), född 5 februari 1986 i Aichi prefektur, är en japansk fotbollsspelare.
Seto började sin karriär 2007 i FC Astra Giurgiu. Han spelade 254 ligamatcher för klubben. 2015 flyttade han till Osmanlıspor. Han gick tillbaka till FC Astra Giurgiu 2016. Efter FC Astra Giurgiu spelade han för Ventforet Kofu.